# فورشوند
فورشوند (به سوئدی: Fårösund) یک منطقهٔ مسکونی در سوئد است که در بخش گوتلند واقع شده‌است. فورشوند ۲٫۸۹ کیلومتر مربع مساحت و ۸۰۰ نفر جمعیت دارد.